# Liste des députés européens du Luxembourg de la 7e législature
Cet article présente la liste des députés européens du Luxembourg pour la mandature 2009-2014, élus lors des élections européennes de 2009 au Luxembourg.
| Nom             | Parti                                   | Groupe parlementaire européen | 1er élection | Portrait |
| --------------- | --------------------------------------- | ----------------------------- | ------------ | -------- |
| Frank Engel     | Parti populaire chrétien-social         | PPE                           | 7 juin 2009  |          |
| Robert Goebbels | Parti ouvrier socialiste luxembourgeois | S&D                           | 13 juin 1999 |          |
| Charles Goerens | Parti démocratique                      | ADLE                          | 12 juin 1994 |          |
| Astrid Lulling  | Parti populaire chrétien-social         | PPE                           | 18 juin 1989 |          |
| Georges Bach    | Parti populaire chrétien-social         | PPE                           | 7 juin 2009  |          |
| Claude Turmes   | Les Verts                               | Verts/ALE                     | 13 juin 1999 |          |